# Paullinsäure
Paullinsäure ist eine einfach ungesättigte Fettsäure. Sie ist isomer zur Gadoleinsäure und zur Gondosäure.

## Vorkommen
Paullinsäure kommt insbesondere in der Pflanzenfamilie der Seifenbaumgewächse vor, u. a. in den Gattungen Paullinia, Urvillea und Allophylus. Beispielsweise enthält das Samenöl von Paullinia elegans etwa 44 % Paullinsäure, das von Guaraná (Paullinia cupana) etwa 7 %. Im Rambutan (Nephelium lappaceum) kommt die Paullinsäure insbesondere in Form von Cyanolipiden vor.

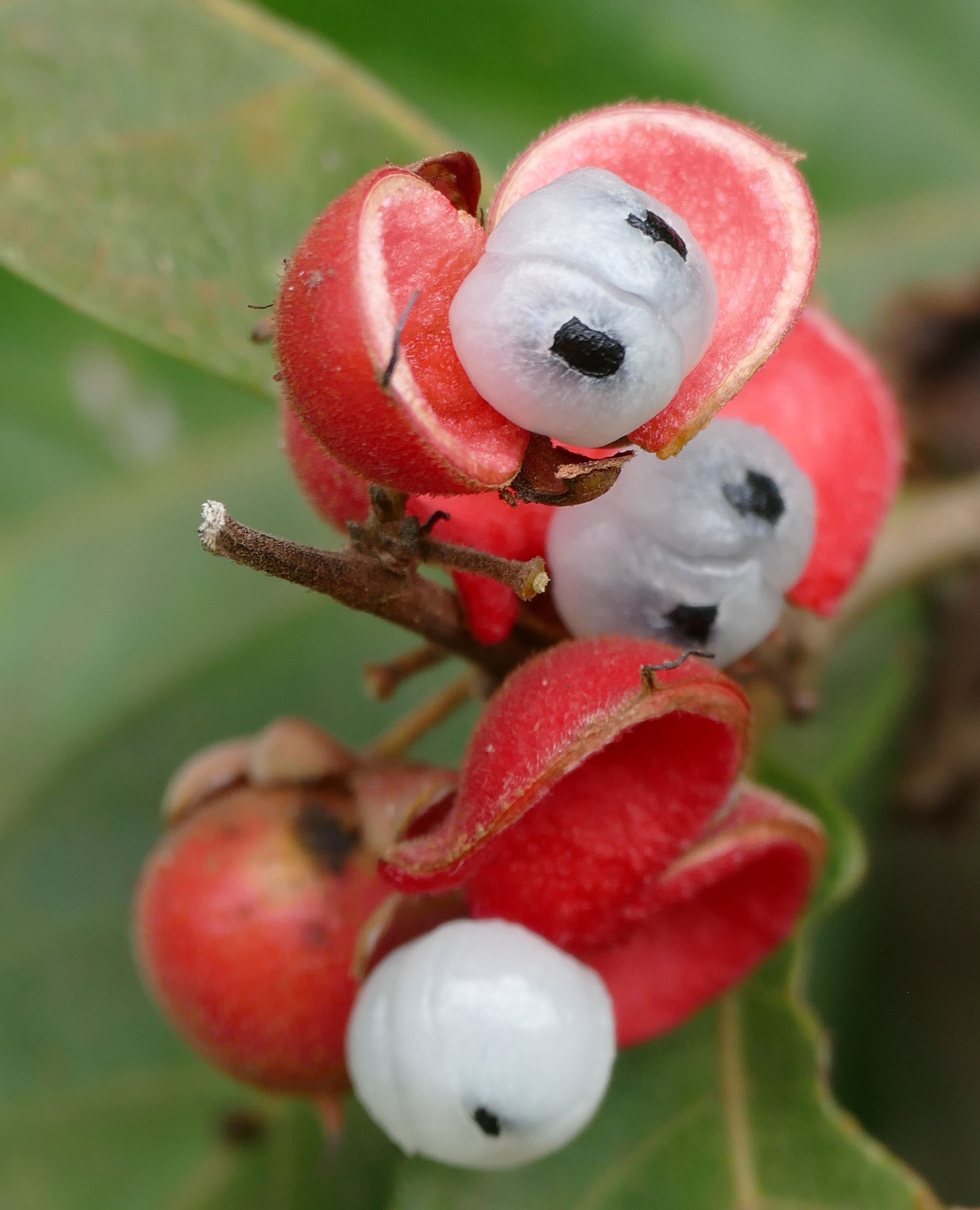
Guaraná enthält Paullinsäure

Paullinsäure kommt außerdem in mehreren Arten der Gattung Salvia, sowie in einigen tierischen Fetten, z. B. von Hühnern und Pangasius vor. Sie kommt noch in vielen anderen Pflanzenarten vor, allerdings nur in kleinen Mengen.